# Bandesmühle
Die Bandesmühle ist eine ehemalige Mühlenanlage sowie eine Ortslage in der bergischen Großstadt Solingen.

## Lage und Beschreibung
Die Bandesmühle liegt im Nordwesten des Solinger Stadtbezirks Gräfrath westlich der Altstadt von Gräfrath. Die Mühle wird heute durch den Bahndamm der Korkenzieherbahn von der Gräfrather Altstadt getrennt. Sie liegt am Ufer der Itter, die unterhalb der Gräfrather Altstadt verrohrt geführt wird, ehe sie ab der Bandesmühle wieder an die Oberfläche tritt. Der Ort, in dem bis heute ein landwirtschaftlicher Betrieb besteht, ist über eine Stichstraße von der Walder Straße aus zugänglich, die den Namen Bandesmühle trägt. Westlich der Mühle entspringt der Bandesmühler Bach, der wenig später in die Itter mündet. Südlich der Bandesmühle befindet sich der Parkfriedhof Solingen, im Südosten befand sich bis zu dessen Niederlegung im Jahr 2011 der Bahnhof Solingen-Gräfrath.
Benachbarte Orte sind bzw. waren (von Nord nach West): Piepersberg, Gräfrath, Ziegelfeld, Schönhof, Steinenhaus, Mühlenbusch, Neu-Eipaß, Blumental und Grund.

## Etymologie
Die Bandesmühle ist eine in den Banden, also in der feuchten Wiese gelegene Mühle im Talgrund.

## Geschichte
Urkundlich erwähnt wurde die Mühle erstmals im Jahre 1492 im Gräfrather Schätzbuch, als sie durch einen Müller namens ter Moelen bewirtschaftet wurde. Die einstige wassergetriebene Getreidemühle gehörte lange Zeit zum nahen Kloster Gräfrath. Die Mühle ist in dem Kartenwerk Topographia Ducatus Montani von Erich Philipp Ploennies, Blatt Amt Solingen, aus dem Jahre 1715 ohne Namen verzeichnet. Sie gehörte der Honschaft Gräfrath innerhalb des Amtes Solingen an. Die Topographische Aufnahme der Rheinlande von 1824 und die Preußische Uraufnahme von 1843 zeigen die Mühle ebenfalls unbeschriftet.
Ein Besitzer der Mühle im 19. Jahrhundert war Wilhelm Köttgen. Als dieser die Mühle verkaufen wollte, lud er angeblich den Kaufinteressenten Robert Jacobs zur Besichtigung ein. An diesem Tag lud er zudem alle Gräfrather Bauern dazu ein, bei ihm kostenlos ihr Getreide mahlen zu lassen. Der daraus resultierende große Zulauf beeindruckte Jacobs angeblich dergestalt, dass dieser die Mühle kaufte.:32f.
Nach Gründung der Mairien und späteren Bürgermeistereien Anfang des 19. Jahrhunderts gehörte die Bandesmühle zur Bürgermeisterei Gräfrath. 1815/16 lebten acht Einwohner im Ort, ebenfalls 1830. 1832 war der Ort weiterhin Teil der Honschaft Gräfrath innerhalb der Bürgermeisterei Gräfrath.  Der nach der Statistik und Topographie des Regierungsbezirks Düsseldorf als Mühle und Ackergut kategorisierte Ort besaß zu dieser Zeit ein Wohnhaus, eine Mühle und ein landwirtschaftliches Gebäude. Zu dieser Zeit lebten acht Einwohner im Ort, davon vier katholischen und vier evangelischen Bekenntnisses. Die Gemeinde- und Gutbezirksstatistik der Rheinprovinz führt den Ort 1871 mit einem Wohnhaus und sechs Einwohnern auf. Im Gemeindelexikon für die Provinz Rheinland von 1888 werden für den Ort ein Wohnhaus mit 17 Einwohnern angegeben.:S. 98 1895 besitzt der Ortsteil ein Wohnhaus mit zwölf Einwohnern, 1905 werden ein Wohnhaus und acht Einwohner angegeben.

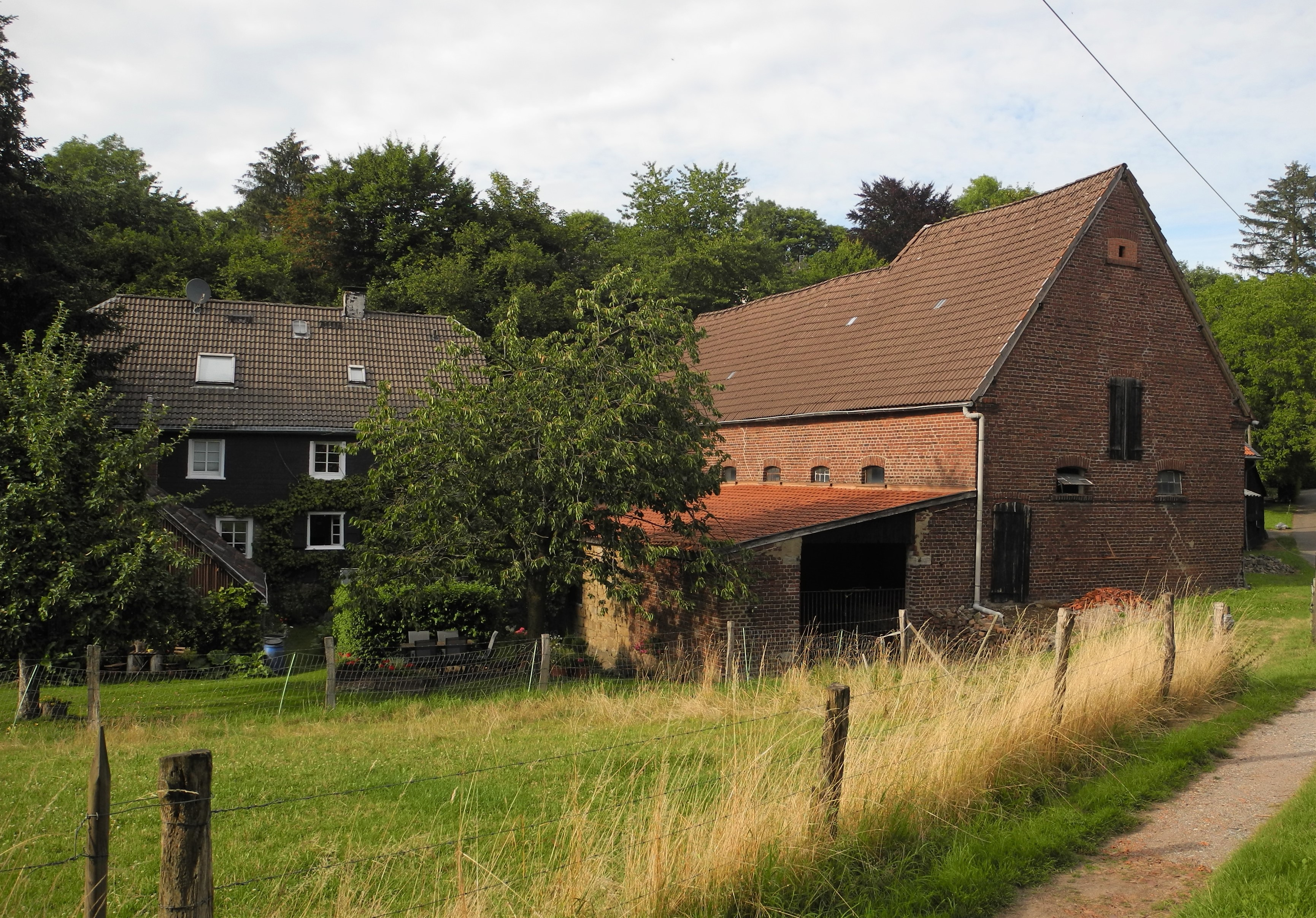
Bandesmühle von Süden

Im Jahre 1887 wurde auf einem Damm direkt am Ort vorbei die Bahnstrecke Solingen–Wuppertal-Vohwinkel trassiert. Östlich der Mühle lag ein Mühlenteich, der später trockengelegt wurde. Heute erinnert noch eine kleine Stichstraße von der Oberhaaner Straße mit dem Namen Mühlenteich an diesen Ort. Das Wasserrad der Mühle wurde im Jahre 1919 in schadhaftem Zustand abgerissen. Die Itter verläuft heute im ehemaligen Obergraben der Mühle.:32f. Mit der Städtevereinigung zu Groß-Solingen im Jahre 1929 wurde die Bandesmühle Teil Solingens. Das ehemalige Mühlgebäude, ein zweigeschossiges Fachwerkhaus mit Satteldach, steht seit dem 27. November 1984 unter Denkmalschutz.